# Ludovico Boetti Villanis Audifredi
Ludovico Boetti Villanis Audifredi (Torino, 11 febbraio 1931) è un avvocato e politico italiano.

## Biografia
Nato a Torino nel 1931 da una nobile famiglia piemontese (Conti e Consignori di Cavallerleone) originaria di Caramagna Piemonte, laureato in giurisprudenza, sottotenente di complemento dei Lancieri di Novara, sposato con Franca Accusani dei Baroni di Retorto e Portanova, due figli: Carlo e Fabrizia. Fondatore dell'omonimo studio legale torinese, l'avvocato Ludovico Boetti Villanis-Audifredi è stato consigliere comunale capogruppo a Vercelli, e per 20 anni dal 1975 al 1995 consigliere provinciale capogruppo per il M.S.I. D.N. provinciale a Torino 
Fu eletto parlamentare  nel 1983 nelle liste del Movimento Sociale Italiano - Destra Nazionale nel collegio di Torino per la  IX Legislatura.
Nel 1994 e nel 1996 con Alleanza Nazionale si candidò senza successo per il Senato della Repubblica.
Monarchico e vicino alla Casa di Savoia, è componente della Consulta dei senatori del Regno e dell'Istituto della Real Casa di Savoia ed è membro dell'Ordine dei Santi Maurizio e Lazzaro..